# Малая Майгашта
Малая Майгашта — река в России, протекает по Башкортостану. Устье реки находится в 165 км по правому берегу реки Большой Кизил. Длина реки составляет 14 км.

## Данные водного реестра
По данным государственного водного реестра России относится к Уральскому бассейновому округу, водохозяйственный участок реки — Урал от Магнитогорского гидроузла до Ириклинского гидроузла. Речной бассейн реки — Урал (российская часть бассейна).
Код объекта в государственном водном реестре — 12010000312112200001984.